# Hrabstwo Uinta
Hrabstwo Uinta (ang. Uinta County) – hrabstwo w stanie Wyoming w Stanach Zjednoczonych. Obszar całkowity hrabstwa obejmuje powierzchnię 2087,56 mil² (5406,75 km²). Według szacunków United States Census Bureau w roku 2009 miało 20 927 mieszkańców. Jego siedzibą administracyjną jest Evanston.
Hrabstwo powstało w 1869 roku. Jego nazwa pochodzi od indiańskiego plemienia Uintah.

## Miasta
- Bear River
- Evanston
- Lyman
- Mountain View

## CDP
- Carter
- Fort Bridger
- Lonetree
- Robertson
- Urie